# Liste des maires de Saint-Jean-de-Luz
Cet article dresse une liste par ordre de mandat des maires de Saint-Jean-de-Luz.

## Liste des maires

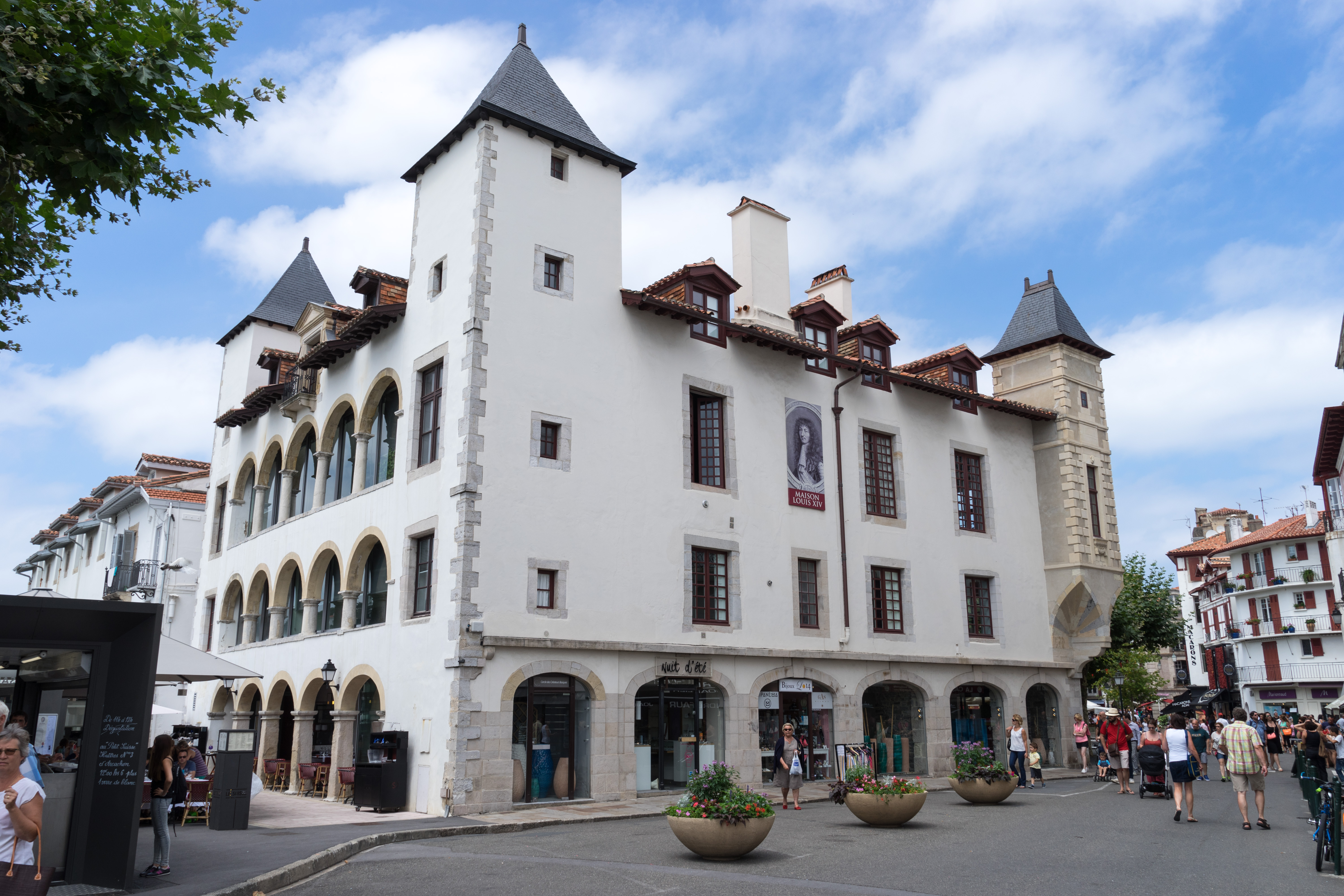
L'hôtel de ville de Saint-Jean-de-Luz.

| Période | Période | Identité                      | Étiquette | Qualité |
| ------- | ------- | ----------------------------- | --------- | ------- |
| 1600    | 1602    | Saubat d'Iturbide             |           |         |
| 1602    | 1606    | Jean de La Masse              |           |         |
| 1606    | 1610    | Guiraud de Sanson             |           |         |
| 1610    | 1612    | Joannés de Lasson             |           |         |
| 1612    | 1614    | Joannés de Haraneder          |           |         |
| 1614    | 1616    | Joannés de Eratzu             |           |         |
| 1616    | 1618    | Joannot de Haraneder          |           |         |
| 1618    | 1621    | Dominique Dissenetche         |           |         |
| 1621    | 1623    | Joannés de Haraneder          |           |         |
| 1623    | 1625    | Miqueto d'Ametzague           |           |         |
| 1625    | 1627    | Dominique Dissenetche         |           |         |
| 1627    | 1629    | M. de Hirigoity               |           |         |
| 1629    | 1631    | I. de Lissardy                |           |         |
| 1631    | 1633    | Joannés de Bortust            |           |         |
| 1633    | 1635    | Miqueto de Hirigoyen          |           |         |
| 1635    | 1637    | François de Lohobiague        |           |         |
| 1637    | 1640    | Saubat de Lohobiague          |           |         |
| 1640    | 1642    | Joannés de Haraneder-Putil    |           |         |
| 1642    | 1644    | Joannés de Bortust            |           |         |
| 1644    | 1646    | Joannés de Lohobiague         |           |         |
| 1646    | 1648    | Saubat de Lohobiague          |           |         |
| 1648    | 1650    | Joannot de Haraneder          |           |         |
| 1650    | 1652    | M. Haraneder-Putil            |           |         |
| 1652    | 1654    | Ogier d'Olabaratz             |           |         |
| 1654    | 1658    | Jean de Casabielhe            |           |         |
| 1658    | 1660    | M. de Hayet                   |           |         |
| 1660    | 1662    | Martin de Haraneder           |           |         |
| 1662    | 1664    | J. Haraneder de Monsegur      |           |         |
| 1664    | 1666    | Martin de Freschou            |           |         |
| 1666    | 1668    | Jean de Lasson                |           |         |
| 1668    | 1670    | J. Haraneder de Monsegur      |           |         |
| 1670    | 1672    | Marsan d'Olabaratz            |           |         |
| 1672    | 1674    | Jean de Casabielhe            |           |         |
| 1674    | 1678    | M. Haraneder-Putil            |           |         |
| 1678    | 1680    | Jean de Casabielhe            |           |         |
| 1680    | 1682    | Marsan de Lohobiague          |           |         |
| 1682    | 1684    | M. De Haraneder-Joanoenea     |           |         |
| 1684    | 1688    | Joachim d'Iturbide            |           |         |
| 1688    | 1690    | Joannes d'Olabaratz           |           |         |
| 1690    | 1691    | M. d'Olabaratz-Martinenea     |           |         |
| 1691    | 1694    | Marsan de Lohobiague          |           |         |
| 1694    | 1696    | Martin d'Olabaratz            |           |         |
| 1696    | 1698    | M. Haraneder-Putil            |           |         |
| 1698    | 1700    | François de Casabielhe-Choané |           |         |
| 1700    | 1701    | Ogier d'Olabaratz-Bocal       |           |         |
| 1701    | 1705    | François de Lasson            |           |         |
| 1705    | 1707    | Michel de Lasson-Fagonde      |           |         |
| 1707    | 1709    | François de Lasson            |           |         |
| 1709    | 1711    | Joachim d'Iturbide            |           |         |
| 1711    | 1713    | Alexandre de Saint-Martin     |           |         |
| 1713    | 1715    | M. D'Erratzou                 |           |         |
| 1715    | 1717    | Joachim d'Iturbide            |           |         |
| 1717    | 1719    | Jean de Casabielhe            |           |         |
| 1719    | 1721    | Jean de Chibau                |           |         |
| 1721    | 1723    | Jean de Jalday                |           |         |
| 1723    | 1725    | Dominique d'Olabaratz         |           |         |
| 1725    | 1727    | Marsan de Haraneder           |           |         |
| 1727    | 1729    | François d'Erratzou           |           |         |
| 1729    | 1731    | Joannês d'Olabaratz           |           |         |
| 1731    | 1733    | A. de Lorriague               |           |         |
| 1733    | 1736    | Jean de Leremboure            |           |         |
| 1736    | 1739    | M. Darretche                  |           |         |
| 1739    | 1741    | M. Daccarette                 |           |         |
| 1741    | 1747    | Bidegaray de Casabielhe       |           |         |
| 1747    | 1751    | Alexandre Chibau              |           |         |
| 1751    | 1755    | Jean Darretche                |           |         |
| 1755    | 1757    | François d'Olabaratz          |           |         |
| 1757    | 1759    | P. Larralde Dornoague         |           |         |
| 1759    | 1763    | Jean Darretche                |           |         |
| 1763    | 1765    | P. Larralde Dornoague         |           |         |
| 1765    | 1769    | Jean Lorriague aîné           |           |         |
| 1769    | 1772    | J.-B. Lorriague               |           |         |
| 1772    | 1774    | M. Dupérié                    |           |         |
| 1774    | 1774    | M. Dassiots                   |           |         |
| 1774    | 1776    | Alexandre Saint-Martin        |           |         |
| 1776    | 1778    | M. Dibarrat                   |           |         |
| 1778    | 1780    | M. Pages                      |           |         |
| 1780    | 1782    | Saubat Claret                 |           |         |
| 1782    | 1785    | M. Dernat                     |           |         |
| 1785    | 1787    | Dominique Dascoube            |           |         |
| 1787    | 1789    | Michel Tauzin                 |           |         |

| Période                                  | Période          | Identité                 | Étiquette        | Qualité |
| ---------------------------------------- | ---------------- | ------------------------ | ---------------- | --- |
| 1789                                     | 1790             | Michel Tauzin            |                  | |
| 1790                                     | 1792             | Baptiste Ducos           |                  | |
| 1792                                     | 1793             | Saubat Claret            |                  | |
| 1793                                     | 1794             | Alexis Pages             |                  | |
| 1794                                     | 1795             | Saubat Claret            |                  | |
| 1795                                     | 1795             | M. Gérard                |                  | Officier municipal |
| 1795                                     | 1800             | Ducos Cadet              |                  | |
| 1800                                     | 1803             | J.-B. Lorriague          |                  | |
| 1803                                     | 1808             | Salvador Paul Leremboure |                  | Conseiller général Député |
| 1808                                     | 1814             | Joachim Labrouche        | Bonapartiste     | Commissaire des guerres Député Chevalier de la Légion d'honneur |
| 1814                                     | 1816             | Dominique Laxalde        |                  | |
| 1816                                     | 1818             | Raymond Saint-Jean       |                  | |
| 1818                                     | 21 mars 1853     | Joachim Labrouche        | Bonapartiste     | Commissaire des guerres Député Chevalier de la Légion d'honneur |
| 1853                                     | 1855             | Gracien Goyeneche        |                  | |
| 1855                                     | 1869             | Dominique Dathané        |                  | |
| Les données manquantes sont à compléter. |                  |                          |                  | |
| 1871                                     | 1878             | Vincent Barjonnet        | Bonapartiste     | |
| février 1878                             | 1888             | Martin Guilbeau,         | Républicain      | Docteur Commissaire de police Conseiller municipal |
| 1888                                     | 1890             | Albert Goyeneche         | Conservateur     | Médecin |
| 1890                                     | 1892             | Achille Fouquier,        |                  | Rentier |
| 1892                                     | 18 janvier 1900  | Albert Goyeneche         | Conservateur     | Médecin |
| février 1900                             | 1907             | Dominique Larréa,        | Conservateur     | Pharmacien Adjoint au maire (1888-1900) Chevalier de l'ordre d'Isabelle la Catholique |
| 1907                                     | 1908             | Auguste Gire             |                  | Conseiller municipal |
| 1908                                     | 1919             | Auguste Rousseu          | Républicain      | Négociant en vin |
| 1919                                     | 1929             | Adrien Barnetche         | URD              | Conseiller général de Saint-Jean-de-Luz |
| 1929                                     | 1935             | Marcel Hiribarren,       |                  | |
| 1935                                     | 1944             | Henri Lambrigot          |                  | Général |
| 1944                                     | 1953             | Élie de Sèze             |                  | |
| 1953                                     | 1961             | Alfred Pose              |                  | |
| 1961                                     | 1971             | Pierre Larramendy,       | UDR              | Président de l'Académie internationale de musique Maurice Ravel |
| 1971                                     | 1987             | André Ithurralde         | UDR puis RPR     | Conseiller général de Saint-Jean-de-Luz |
| 1987                                     | 1989             | Paul Ricau               | DVD              | Conseiller général de Saint-Jean-de-Luz |
| 1989                                     | 1995             | Paul Badiola             | UDF-CDS          | Chirurgien |
| 1995                                     | 2002             | Michèle Alliot-Marie     | RPR              | Conseillère municipale de Biarritz Conseillère générale de Saint-Jean-de-Luz 1re adjointe au maire chargée de l'intercommunalité et des relations avec les instances extérieures, (2002-2013) Députée Députée européenne Ministre (Sports, Défense, Intérieur, Justice, Affaires étrangères) |
| juillet 2002                             | 7 décembre 2017, | Peyuco Duhart            | UMP, LR puis DVD | Agent général d'assurance 1er vice-président de l'Agglomération Sud Pays basque chargé des finances Vice-président du Syndicat intercommunal de la Baie de Saint-Jean-de-Luz et Ciboure Secrétaire général de l'Association des maires des Pyrénées-Atlantiques Chevalier de la Légion d'honneur Conseiller régional d'Aquitaine Suppléant du sénateur Auguste Cazalet Président de l'Agglomération Sud Pays basque (2014,-2016) 1er vice-président de la CA du Pays Basque chargé des finances, (2017) |
| 22 décembre 2017,                        | en cours         | Jean-François Irigoyen   | LR               | Chef d'entreprise Conseiller municipal (1995-) 4e adjoint au maire (-2014) 1er adjoint au maire (2014-2017) |